# Lindi Ortega
Lindi Ortega (Toronto, 28 maggio 1980) è una cantautrice canadese.
Alcuni suoi lavori sono entrati nelle classifiche statunitensi (Little Red Boots, Cigarettes & Truckstops e Tin Star), il suo album di maggior successo commerciale è stato Faded Gloryville, 12º tra gli Heatseekers e in classifica anche tra gli album indipendenti e tra quelli country.

## Discografia
Album in studio
- 2001 - The Taste of Forbidden Fruit
- 2007 - Fall From Grace
- 2011 - Little Red Boots
- 2012 - Cigarettes & Truckstops
- 2013 - Tin Star
- 2015 - Faded Gloryville

EP
- 2008 - Lindi Ortega E.P.
- 2008 - The Drifter E.P.
- 2009 - Tennessee Christmas E.P.
- 2014 - iTunes Session
- 2017 - Til The Goin' Gets Gone